# 팀 카즈린스키

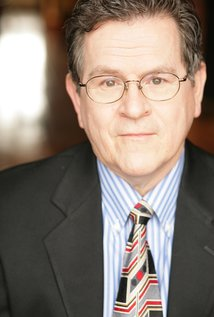

팀 캐주린스키(Tim Kazurinsky, 1950년 3월 3일 ~ )는 미국의 배우, 작가, 각본가, 성우이다.
존스타운에서 태어났다.

## 출연 작품
- 스크루지 & 말리 (2012년) - 말리 역
- 타이핑 (2010년)
- 캐쉬 (2010년)
- 타피오카 (2009년) - 아인슈타인 역
- 아이 원트 썸원 투 이트 치즈 위드 (2006년)
- 롤 바운스 (2005년)
- 베타빌 (2001년)
- 가족 (2001년)
- 펄프 픽션 또 다른 이야기 (1997, Plump Fiction)
- 더 체로키 키드 (1996년)
- 삐에로 파티 (1991년)
- 미혼모 (1988)
- 신비한 말 (1988년)
- 폴리스 아카데미 4 - 시민 순찰대 (1987년)
- 폴리스 아카데미 3 - 재훈련 (1986년)
- 폴리스 아카데미 2 - 첫임무 (1985년)
- 컨티넨틀 디바이드 (1981년)
- 이웃 여인 (1981년)
- 성숙의 조건 (1980, My Bodyguard)
- 사랑의 은하수 (1980년)

### 텔레비전
- 새터데이 나잇 라이브 (1980-1984) - 각본 겸임
- 어코딩 투 짐 (2004) - 각본 겸임